# No More Days to Waste
No More Days to Waste je prvi album pop sastava Aloha from Hell. Album je izdan 16. siječnja 2009.

## Popis pjesama
| 1.    | »No More Days to Waste«                       | 3:00 |
| 2.    | »Can You Hear Me Boys«                        | 3:39 |
| 3.    | »Don't Gimme That«                            | 3:02 |
| 4.    | »Fear Of Tomorrow«                            | 3:42 |
| 5.    | »Walk Away«                                   | 3:41 |
| 6.    | »Don't Hurt Yourself«                         | 3:44 |
| 7.    | »Wake Me Up«                                  | 3:21 |
| 8.    | »Hello, Hello«                                | 3:45 |
| 9.    | »How Come You Are The One«                    | 3:42 |
| 10.   | »Girls Just Wanna Have Fun«                   | 2:52 |
| 11.   | »You«                                         | 3:06 |
| 12.   | »Catch Me If You Can«                         | 2:46 |
| 13.   | »Don't Gimme That (Alternative Rock Version)« | 3:21 |
| 44:47 |                                               |      |

## Singlovi
| Godina | Naziv                                      | Najviša pozicija | Najviša pozicija | Najviša pozicija | Najviša pozicija | Najviša pozicija | Informacija                                                     |
| Godina | Naziv                                      | NJE              | AUT              | ŠVI              | FRA              | JP               | Informacija                                                     |
| ------ | ------------------------------------------ | ---------------- | ---------------- | ---------------- | ---------------- | ---------------- | --------------------------------------------------------------- |
| 2008.  | Don't Gimme That No More Days to Waste     | 30               | 11               | -                | -                | -                |                                                                 |
| 2008.  | Walk Away No More Days to Waste            | 26               | 72               | -                | -                | -                |                                                                 |
| 2009.  | No More Days to Waste                      | 56               | -                | -                | -                | 43               |                                                                 |
| 2009.  | Can You Hear Me Boys No More Days to Waste | 79               | -                | -                | -                | 84               | Objavljen samo kao singl za digitalno preuzimanje i radio singl |